# Help Me, Rhonda
"Help Me, Rhonda" är en låt skriven av Brian Wilson och Mike Love för The Beach Boys. Låten är anmärkningsvärd för att vara första Beach Boys-låt, om man undantar deras album The Beach Boys' Christmas Album, med Al Jardine som ledsångare. 
Den släpptes först i mars 1965 på albumet The Beach Boys Today! som "Help Me Ronda". Senare spelades låten även in med den mer kända "Rhonda"-stavningen. Den versionen gavs ut på albumet Summer Days (And Summer Nights!!) och släpptes som en singel på Capitol Records i april 1965. Den gick upp som nummer ett i USA och blev deras andra amerikanska etta efter "I Get Around" 1964. Den nådde plats tjugosju i Storbritannien.
Harpo har givit låten svensk text och titeln "Hjälp mig Rune". Han sjunger den i duett med Lena Maria Gårdenäs på albumet Råck änd råll rätt å slätt (1979).

## Listplaceringar
| Lista (1965)   | Position         |
| -------------- | ---------------- |
| Kanada         | 1                |
| Storbritannien | 27               |
| Sverige        | 7 (Kvällstoppen) |
| Sverige        | 5 (Tio i topp)   |
| USA            | 1                |
| Västtyskland   | 10               |